# Vodní květ

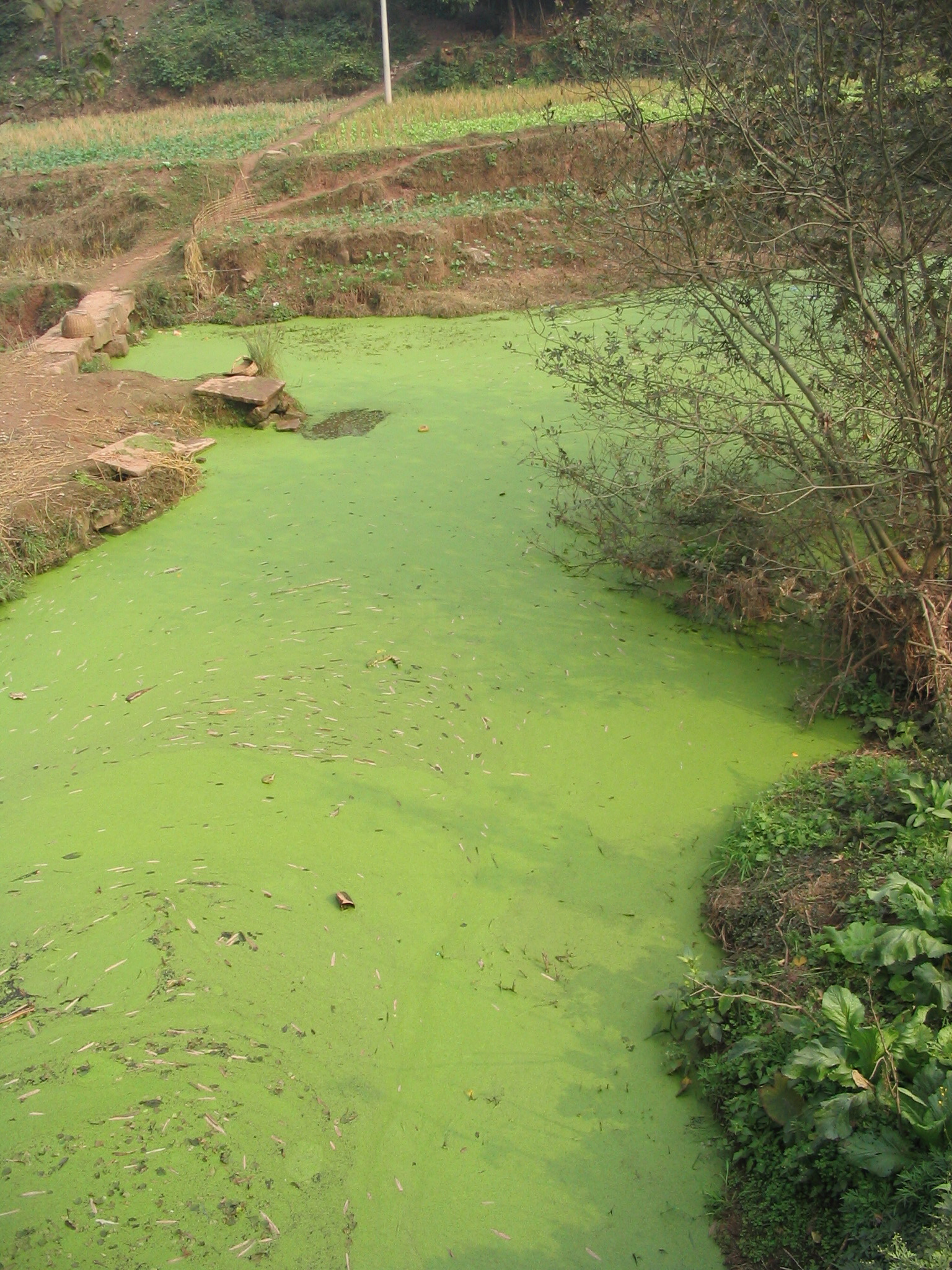
Kvetoucí voda. Přemnožené sinice ve vodě signalizují organické znečištění.

Vodní květ je charakteristické zelené zbarvení tekoucích i stojatých vod. Je způsobováno přemnožením mikroorganismů, hlavně sinic.
Některé sinice mají totiž schopnost vystoupat ke hladině a hromadit se zde v podobě zelené kaše nebo drobných, až několik milimetrů velkých částeček (někdy se podobají drobnému jehličí, jindy připomínají zelenou krupici).
Nejčastěji se vodní květy sinic vyskytují koncem léta (v srpnu nebo první polovině září). V posledních letech (zejména na některých lokalitách) dochází k masovému rozvoji sinic již v průběhu června. Mezi hlavní zástupce sinic přítomných ve vodním květu patří:
- Microcystis aeruginosa
- Aphanizomenon klebahnii
- Anabaena flos-aquae
- Anabaena smithii
- Anabaena crassa

## Důvody
Přemnožení je přirozenou reakcí mikroorganismů na zvýšené znečištění povrchové vody minerálními látkami (hlavně fosforem). Tyto látky, které jsou pro mikroorganismy vítanými živinami, se do povrchové vody dostávají z kanalizace našich vesnic a měst, kde ještě není vybudována čistírna odpadních vod. V daleko větší míře se ale dostávají do řek a rybníků splavováním z polí, kam se dostaly procesem organického a minerálního hnojení a v nepatrné míře též ze vzduchu a srážek.

## Důsledky a zdravotní rizika
Kvetoucí voda způsobuje ztráty provozovatelům koupališť a jiných zařízení tohoto typu. Proto se v poslední době usilovně pracuje na vyřešení tohoto problému a eliminace mikroorganismů v krátké době, nebo předcházení masového namnožení.
V některých obdobích v roce je zakázáno v určitých vodách koupání, právě kvůli vodnímu květu. Pokud tak někdo činí, vystavuje se řadě zdravotních rizik. Kontakt s vodním květem může u citlivých osob vyvolat různě silné alergické reakce.
Sinice produkují cyanotoxiny, které mohou poškozovat játra a narušovat nervový systém.

## Vodní květ a vymírání K-Pg
Podle vědecké teorie z roku 2015 mohlo být hromadné vymírání mořských organismů na konci křídy před 66 miliony let způsobeno globálním nárůstem vodního květu v mořích a oceánech z důvodu obohacení vodstev prvkem dusíkem, uvolněným při dopadu desetikilometrového asteroidu Chicxulub.